# Himalopsyche
Himalopsyche är ett släkte av nattsländor. Himalopsyche ingår i familjen rovnattsländor.

## Dottertaxa tillHimalopsyche, i alfabetisk ordning[1]
- Himalopsyche acharai
- Himalopsyche alticola
- Himalopsyche amitabha
- Himalopsyche angnorbui
- Himalopsyche anomala
- Himalopsyche auricularis
- Himalopsyche bhagirathi
- Himalopsyche biansata
- Himalopsyche diehli
- Himalopsyche digitata
- Himalopsyche dolmasampa
- Himalopsyche elegantissima
- Himalopsyche eos
- Himalopsyche excisa
- Himalopsyche fasciolata
- Himalopsyche gigantea
- Himalopsyche gregoryi
- Himalopsyche gyamo
- Himalopsyche hageni
- Himalopsyche hierophylax
- Himalopsyche horai
- Himalopsyche japonica
- Himalopsyche kangsampa
- Himalopsyche kuldschensis
- Himalopsyche lachlani
- Himalopsyche lanceolata
- Himalopsyche lepcha
- Himalopsyche lua
- Himalopsyche lungma
- Himalopsyche maculipennis
- Himalopsyche maitreya
- Himalopsyche malenanda
- Himalopsyche martynovi
- Himalopsyche maxima
- Himalopsyche navasi
- Himalopsyche paranomala
- Himalopsyche phedongensis
- Himalopsyche phryganea
- Himalopsyche placida
- Himalopsyche sylvicola
- Himalopsyche tibetana
- Himalopsyche todma
- Himalopsyche trifurcula
- Himalopsyche yatrawalla
- Himalopsyche yongma